# Capelle (Frankrijk)
Capelle is een Franse gemeente in het Noorderdepartement (regio Hauts-de-France). Ze heeft een oppervlakte van 5.07 km² en telt bijna 150 inwoners. De gemeente maakt deel uit van het arrondissement Cambrai en het kanton Solesmes.

## Demografie
Onderstaande figuur toont het verloop van het inwonertal (bron: INSEE-tellingen).
1. ↑  Populations de référence 2022.